# 8254 Moskovitz
8254 Moskovitz è un asteroide della fascia principale. Scoperto nel 1981, presenta un'orbita caratterizzata da un semiasse maggiore pari a 2,3004581 UA e da un'eccentricità di 0,0948015, inclinata di 5,34080° rispetto all'eclittica.